# Бештаугорский лесной массив
Бештауго́рский лесной массив — лесной массив, расположенный в центре Пятигорья на склонах и подножиях гор Бештау, Машук, Змейка, Развалка, Железная, Медовая, Кабанка (Тупая) и Острая. Общая площадь 6,3 тыс. га (1970 г.), в том числе лесопокрытая — около 5,5 тыс. га.
Лес, окружающий города-курорты Пятигорск и Железноводск, является ценнейшим курортным фактором. Он состоит из древнейших Бештаугорского и Машукского лесных массивов и других участков леса, расположенных на прилегающей к городам-курортам территории Минераловодского и Предгорного районов.
Лесной массив оказывает значительное защитное и водоохранное влияние на режим источников минеральных вод, расположенных в районе Железноводска и Пятигорска. Видовой состав растений разнообразен; среди основных лесообразующих пород — ясень обыкновенный, дуб черешчатый (преимущественно в нижней зоне) и сидячецветный (в верхней), граб и бук. Ясень обыкновенный зачастую образует сплошные насаждения, а также повсеместно встречается как примесь к дубу и грабу. В почвенном покрове преобладают чернозёмы предгорные и тёмно-серо-коричневые различной мощности и влажности.
Бо́льшая часть лесного массива включена в территорию государственного природного заказника «Бештаугорский».
На территории лесного массива проводятся соревнования по спортивному ориентированию и горному бегу.

## Бештаугорское механизированное лесное хозяйство
История развития курортного лесничества тесно связана с историей старейших в России курортов Кавказских Минеральных вод. 
Бештаугорская дача была организована в 1820 году и находилась в ведении Ставропольского управления государственным имуществом.
С 1886 года она была передана в ведение правительственного комиссара Кавказских Минеральных вод до установления Советской власти. 
Изданные в июле 1918 года Советом народных комиссаров декрет о курортах, подписанный В.И.Лениным и охранная грамота городам-курортам Кавказских Минеральных вод дали возможность местным советским органам уже в те суровые годы поставить вопрос об особо бережном отношении к местному богатству, сильно пострадавшему в период гражданской войны (1918-1920 гг).
13 июля 1921 года краевой экономический Совет признал Бештаугорскую лесную дачу защитной с полным воспрещений каких-либо пользований лесными материалами. 
С 1932 года Бештаугорская лесная дача была переименована в Бештаугорский лесной парк и передана в ведение управления Пятигорского курорта.
Наряду с Бештаугорским лесным парком, существовал Пятигорский лесхоз, находившийся до 1948 года в Пятигорске. Для объединения деятельности всех лесных хозяйств в ноябре 1947 года на базе Бештаугорского парка и частично Пятигорского лесхоза было создано Бештаугорское лесное хозяйство с управлением в селе Николаевском Минераловодского района (со 2 ноября 1958 года в Пятигорске). 
24 августа 1959 года Бештаугорский лесхоз был реорганизован в Бештаугорское лесное хозяйство.
Основные задачи и функции мехлесхоза: выполнение лесохозяйственых и лесокультурных работ, учёт лесного фонда, контроль за правильной работой по уходу за лесом, проведение работ по лесоразведению в колхозах и совхозах, заготовка древесных семян, охрана леса и контроль за использованием земель гослесфонда. В подчинении мехлесхоза находятся четыре лесничества: Машукское, Минераловодское, Железноводское и Пятигорское.
Управление располагается севернее СТО «Лада» (Бештагорское шоссе).